# Дюбен, Лоттен фон
Баронесса Каролина Шарлотта Мариана фон Дюбен (швед. Carolina Charlotta Mariana von Düben, урождённая фон Бахр швед. von Bahr; 23 ноября 1828, Сёдербю — 1915), более известная как просто Лоттен фон Дюбен (швед. Lotten von Düben) — любитель-фотограф самого раннего периода развития фотографии в Швеции, наиболее известная своими изображениями саамов.

## Биография
Лоттен фон Дюбен родилась 23 ноября 1828 года в Сёдербю (коммуна Уппсала) в семье майора Роберта фон Бахра и Евы Каролины Окерхильм аф Маргретелунд. В 1857 году она вышла замуж за барона Густава фон Дюбена, доктора медицины и профессора патологической анатомии Каролинского института в Стокгольме, который с 1868 года составлял каталог черепов лапландцев. Он был проиллюстрирован фотографиями, сделанными Лоттен фон Дюбен, вероятно, по способу, принятом Карлом Курманом, у которого была фотостудия в здании, где жили супруги.
3 июля 1868 года фон Дюбены отправились на корабле из Стокгольма в свою первую экспедицию в Лапландию для изучения там саамов. Они взяли с собой все тяжёлое фотографическое оборудование, необходимое для производства йодированных коллодиевых негативов. Используя стереокамеру, Лоттен фон Дюбен фотографировала саамов сначала спереди, а затем в профиль. В 1871 году они вернулись в этот же район, но на этот раз уже с двумя камерами. Результаты своих исследований Густав фон Дюбен изложил в книге «Om Lappland och Lapparne, företrädesvis de Svenske: Ethnografiska Studier af Gustaf von Düben», опубликованной в 1873 году и проиллюстрированной фотографиями его жены.
Лоттен фон Дюбен также сделала множество пейзажных фотографий шведских гор и водопадов за время своих поездок в Лапландию. В отличие от своих современников, она фотографировала пейзажи для себя, а не для их продажи. Снятые на открытом воздухе, а не в студии, её портреты изображают саамов в естественной для них среде. Вместе с работами Берты Валериус и Розалии Шёман фотографии фон Дюбен являют собой важную главу в истории шведской фотографии.

## Галерея
Фотографии саамов, сделанные Лоттен фон Дюбен:

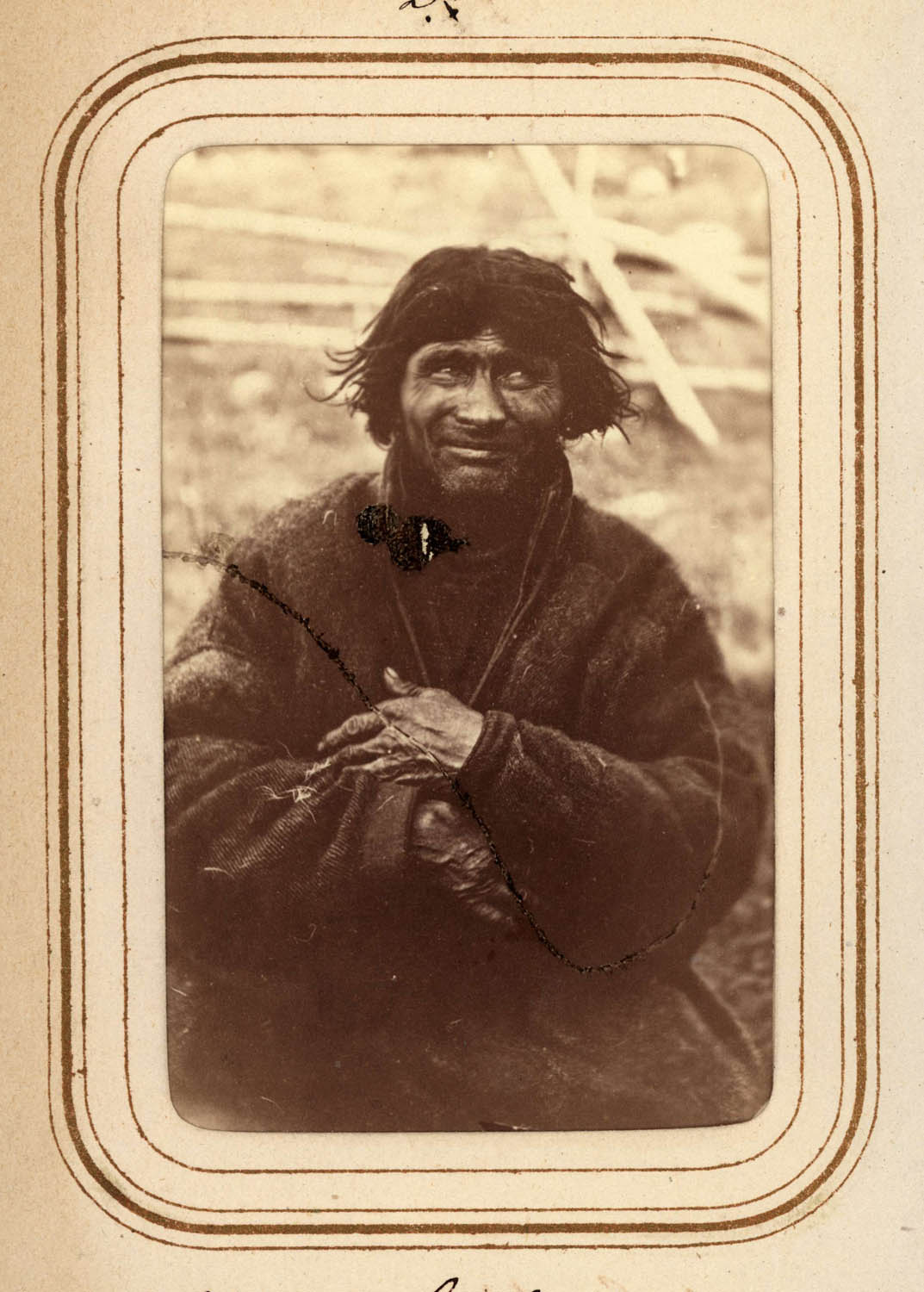
Никка Груввисапе, 64 года, Сиркас (1868)
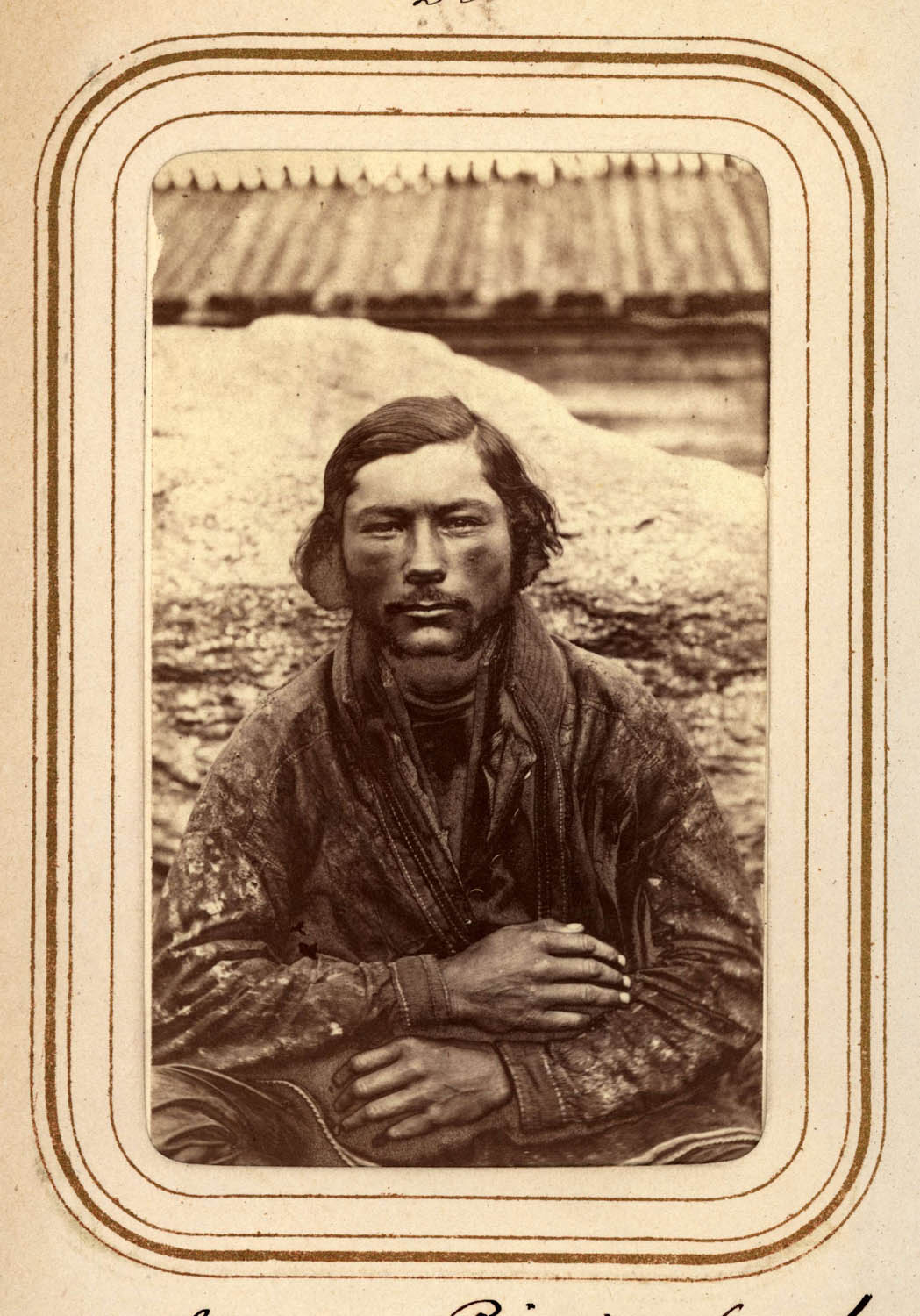
Амма Пиркит Ларссон, Туорпон (1868)
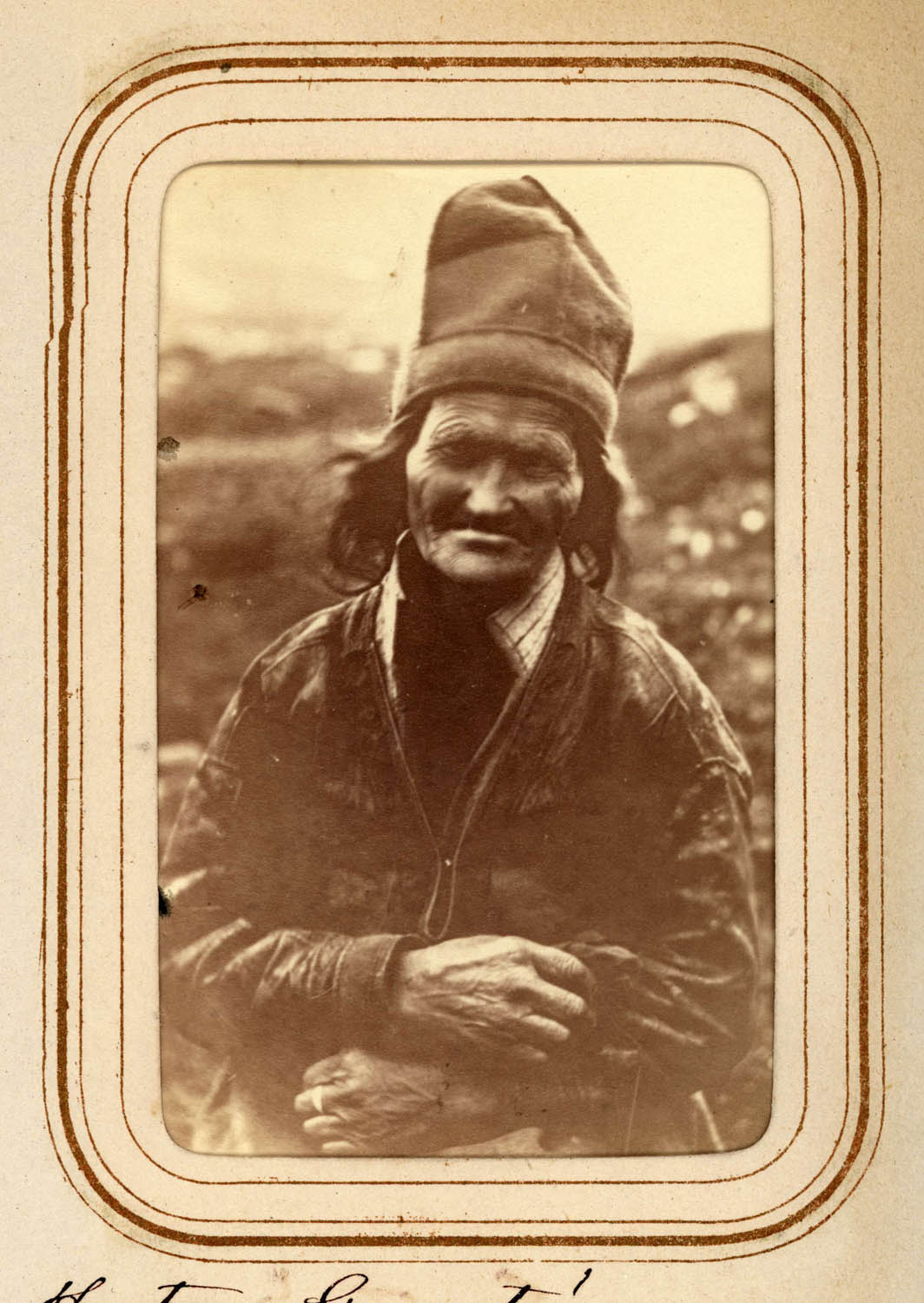
Жена Нильса Гранстрёма, Туорпон (1868)
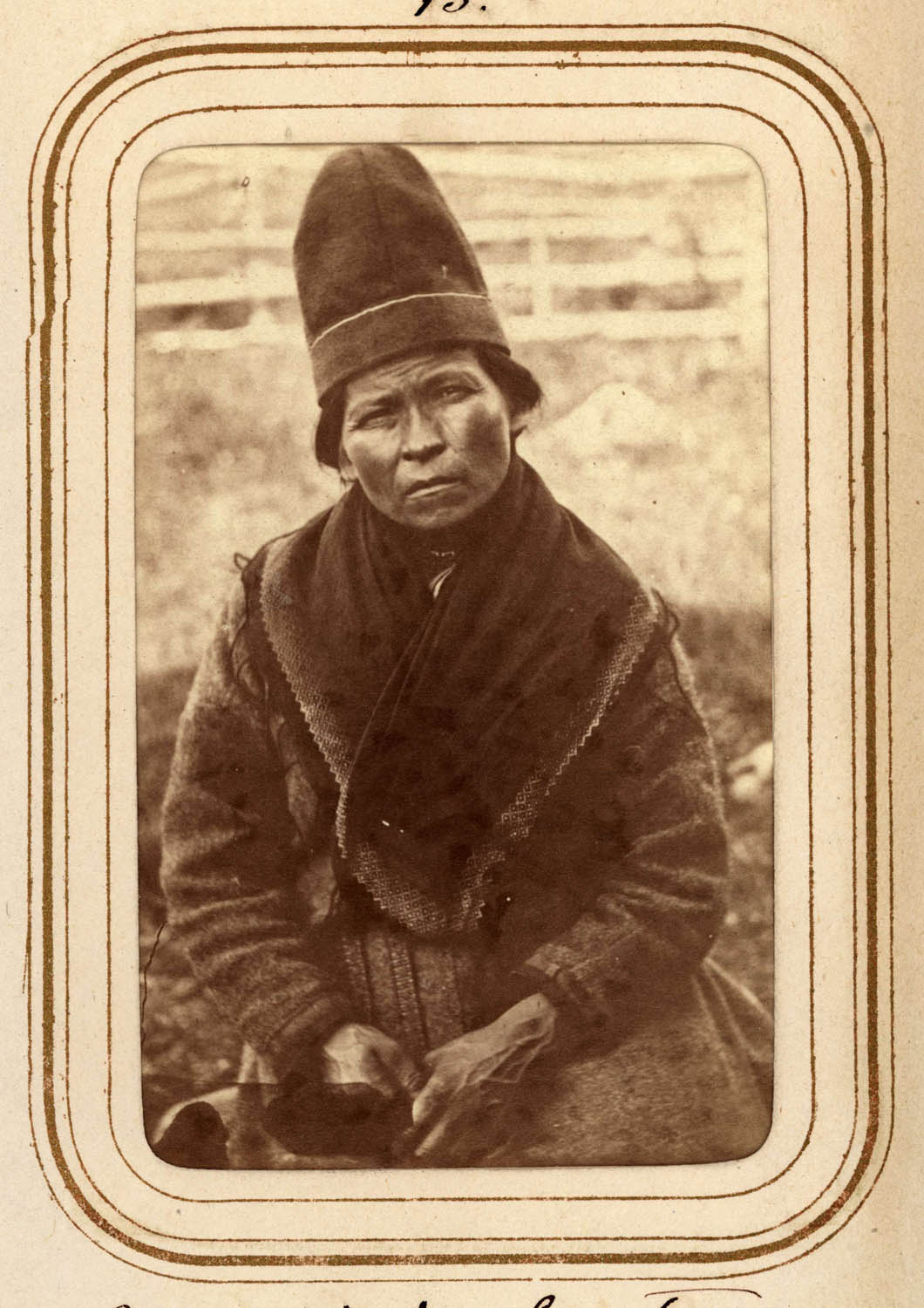
Эльза Нильсдоттер Лента, 35 лет, Сирка (1868)
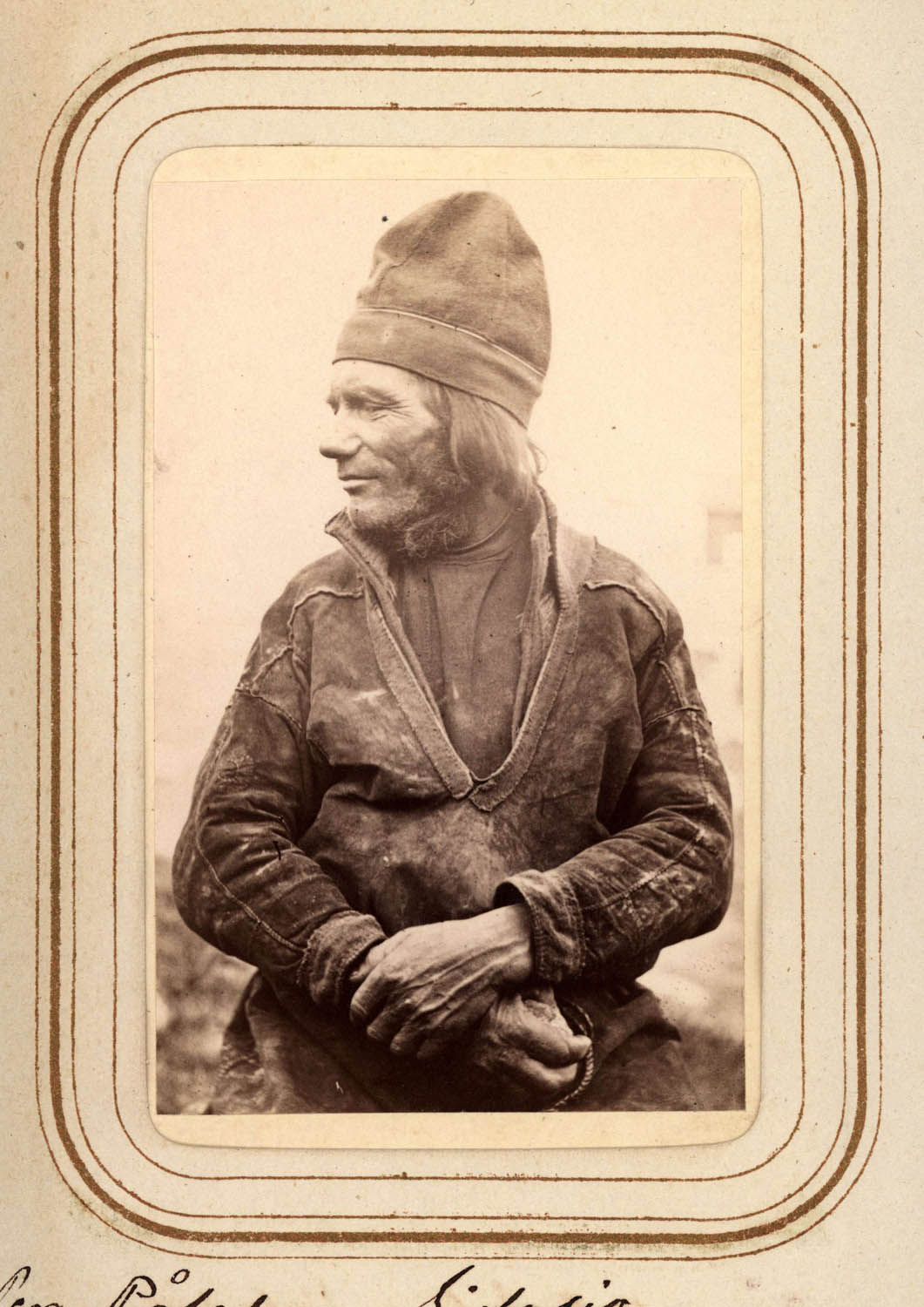
Пер Полссон Сьялса, 60 лет, Шоккшокк (1868)